# Clito (re dei Dardani)
Clito (in greco antico: Κλεῖτος?; IV secolo a.C. – III secolo a.C.) è stato un re degli Illiri, sovrano dello stato della Dardania, salito al trono nel 335 a.C. Era figlio di Bardylis e padre di Bardylis II.

## Biografia
Clito era uno dei tre re illirici che tentarono di riconquistare il territorio perduto e contrastare il potere macedone organizzando una rivolta. Durante la campagna balcanica di Alessandro Magno, iniziarono a giungere rapporti allarmanti dall'Illiria su una rivolta che prevedeva l'invasione della Macedonia. La rivolta illirica aveva anche un elemento di risentimento personale; il re Clito che guidò la rivolta, era il figlio di Bardylis, che era stato sonoramente sconfitto dalla Macedonia nel 358 a.C. Alessandro si ritrovò in una delle campagne più difficili della sua intera storia. La spedizione danubiana di Alessandro aveva dato a Clito l'occasione che stava aspettando. Egli si alleò con  Glaucia, re dei Taulanti, e lungo il percorso, convinse anche gli Autariati ad attaccare Alessandro. Nel frattempo l'esercito di Glaucia era in marcia per ricongiungersi a quello di Clito in modo che Alessandro avrebbe dovuto fronteggiare una grande forza combinata.

## Battaglia di Pelio
Nel 335 a.C., l'alleato di Alessandro, Langaro promise di affrontare gli Autariati mentre Alessandro si dirigeva verso Clito. Langaro invase il territorio degli Autariati e li sconfisse. Alessandro così sventò il piano Clito di bloccare l'esercito macedone. Glaucia e il suo esercito non avevano ancora raggiunto Clito, e Alessandro accelerò la marcia per raggiungere Pelio, la città fortezza di Clito, prima che giungesse Glaucia. Alessandro marciò attraverso i regni di  Peonia e Lincestide, arrivando a Pelio prima di Glaucia. Lo storico antico Arriano afferma che Clito sacrificò tre ragazzi, tre ragazze e tre arieti neri su un altare appena prima della battaglia di Pelio contro Alessandro. I distaccamenti avanzati illirici, dopo qualche breve schermaglia, si ritirarono all'interno delle mura di Pelio. I macedoni decisero il blocco della città, portando le loro macchine d'assedio. I macedoni non erano in grado di affamare Clito in così poco tempo, e con un così piccolo esercito, le loro possibilità di prendere la città fortezza fortemente sorvegliata erano minime. Glaucia era in marcia per aiutare Clito e i Macedoni erano tagliati fuori e a corto di rifornimenti.
Un drappello di rifornimenti guidato dal generale macedone Filota era appena sfuggito all'annientamento grazie alla rapida azione da Alessandro e della sua cavalleria. La mattina dopo, Alessandro schierò la sua intera armata nella piana, in apparenza incurante della presenza di Clito e Glaucia appena arrivato, e diede mostra della sua forza d'urto. Le linee avanzavano da destra a sinistra in perfetto unisono. La falange avanzava, in colonna e in riga, secondo varie formazioni intricate come su una piazza d'armi, il tutto senza che venisse pronunciata una parola. I re illirici non avevano mai visto niente di simile. Dalle loro posizioni sulle colline circostanti, gli illiri fissarono questo strano rituale, quasi incapaci di credere ai loro occhi. Poi a poco a poco una forza illirica cominciò ad avvicinarsi. Alessandro, guardando il loro movimento, diede il suo segnale finale prestabilito. L'ala sinistra della cavalleria entrò in formazione a cuneo caricando. Nello stesso momento ogni uomo della falange batteva la sua lancia sul suo scudo urlando un grido di battaglia. Le forze di Glaucia fuggirono in maniera confusa verso le alture alla ricerca di sicurezza nella città di Clito. L'ultimo degli Illiri venne stanato dalla collinetta, mentre i macedoni cominciarono ad avanzare attraverso il fiume.
Gli Illiri, rendendosi conto della trappola, radunate le loro forze, contrattaccarono. La cavalleria e le truppe leggere di Alessandro li tennero lontani dalla collinetta abbastanza a lungo per consentire l'assedio con le catapulte trasferite attraverso il guado. I macedoni si ritirarono a pochi chilometri e diedero a Clito e Glaucia tre giorni per riconquistare la loro fiducia. Il campo illiro era spalancato a causa dell'indisciplina; Glaucia non aveva scavato trincee ne costruito una palizzata, senza nemmeno preoccuparsi di piazzare delle sentinelle. Alessandro tornò con una forza mobile appositamente selezionata e mandò i suoi arcieri e gli Agriani per finire il lavoro durante la notte. La maggior parte degli Illiri erano ancora addormentati e il Macedone li massacrò nei loro giacigli. In preda alla disperazione, Clito incendiò Pelio, in modo che non cadesse nelle mani macedoni.
Non ci fu tempo per catturare Clito o per negoziare un trattato con gli Illiri, poiché Tebe e la Beozia improvvisamente si ribellarono. Clito e Glaucia fuggirono rifugiandosi presso chi offrì loro un riparo e continuarono a governare, probabilmente come re vassalli sotto la Macedonia. Clito non ricostruì il suo esercito, per cui gli Illiri rimasero in termini amichevoli con la Macedonia per il resto del regno di Alessandro. Inviarono anche un contingente di truppe in occasione dell'invasione della Persia da parte di Alessandro. L'abilità superiore di Alessandro come condottiero, fu un  deterrente che garantiva la passività degli stati dell'Illiria. L'anno della morte di Clito non è noto, ma gli succedette sul trono il figlio, Bardyllis II, intorno al 300 a.C. - 295 a.C., anche se è improbabile che abbia regnato a lungo.